# Zpátky na Zemi
Zpátky na Zemi (v anglickém originále Back to Earth) je trojdílná minisérie a zároveň devátá řada britského kultovního sci-fi seriálu / sitcomu Červený trpaslík. Premiéra dílů proběhla mezi 10. a 12. dubnem 2009 na britském televizním kanálu Dave.
Po více než deseti letech od natočení předchozí epizody se do seriálu opět vrací čtveřice hlavních hrdinů, Dave Lister, Arnold Rimmer,  Kocour a android Kryton. Námět, scénář i režii si vzal na starosti Doug Naylor.

## Námět

### Část 1
První část začíná devět let po událostech v epizodě Jenom sympaťáci.... Kocoura cosi napadne u nádrže na vodu a všichni se to vydají prozkoumat. Jde o obří oliheň a poté, co přežijí její útok, se objeví holografická důstojnice Katerina Bartikovská. Ta má plán, jak s pomocí Listera obnovit lidskou rasu...

### Část 2
Bartikovská otevře bránu do jiné dimenze, ale podle počítače ona ani posádka Trpaslíka neexistují. Dostanou se tedy do nejbližší platné reality, která je zavede na planetu Zemi v roce 2009. Zde zjistí, že jsou pouze vymyšlenými postavami ze seriálu „Červený trpaslík“ a tak se vydají za člověkem, který si je vymyslel, Stvořitelem. Ten jim má prozradit jejich další osud.

### Část 3
Poté, co ho posádka Trpaslíka najde, jim Stvořitel prozradí, že je všechny nechá zabít, protože už ho nudí. Místo toho Lister zabije jeho, ale oni nezemřou. Ukáže se, že všichni čtyři měli společnou halucinaci, které souvisí s olihní.

## Děj epizody

### Část 1
První část začíná devět let po událostech v epizodě Jenom sympaťáci.... Kristina Kochanská je mrtvá, Kryton je na dovolené a Lister se stále snaží vytočit Rimmera drobnými vtípky. Holly nefunguje, protože Lister před necelými devíti roky nechal téct vodu a následná obrovská vlna poškodila jeho obvody natolik, že je Robíci ještě nevysušili. Navíc je třeba šetřit vodou, protože podle počítače zbyla jediná nádrž na vodu na palubě G. V tom se objeví Kocour, který tvrdí, že ho právě na palubě G napadlo obrovské chapadlo, které se vynořilo z nádrže. Z dovolené se právě vrátí Kryton, a tak se spolu snaží vymyslet plán, jak nestvůru zabít. Vypustit nádrž nejde, přišli by o vodu, otrávit taky ne a tak se v potápěčském zvonu spustí do nádrže. Akce dopadne neúspěšně, Kryton, Kocour a Lister jsou ještě ve zvonu napadeni chapadly a Rimmer je musí vytáhnout z nádrže, spolu s jedním odříznutým chapadlem. Následně vyletí nestvůra z nádrže pryč a přenese se do jiné dimenze. V tu chvíli se mezi překvapenými členy posádky Červeného trpaslíka objeví nový hologram.
Představí se jako Katerina Bartikovská, bývalá vědecká důstojnice Červeného trpaslíka a okamžitě převezme nejvyšší funkci na lodi po Rimmerovi. Dále obviní Rimmera, že se o Listera dost dobře nestaral, a proto ho chce odpojit a jeho data vymazat. Jejím cílem je s pomocí Listera obnovit lidskou rasu: vezme chapadlo nestvůry z nádrže, využije její schopnosti cestovat mezi dimenzemi a s pomocí těžebního laseru vytvoří bránu. Lister si z jiné dimenze přivede partnerku a s ní obnoví lidskou rasu. I přes značný Listerův skepticizmus je akce úspěšná a brána se opravdu otevře.

### Část 2
Dimenzní brána se otevře, ale podle Bartikovské jejich realita neexistuje a tak zařízení vyhledá nejbližší platnou realitu. Vír je vtáhne do brány a Kocour, Lister, Rimmer a Kryton se objeví v jednom londýnském obchodním domě na začátku 21. století. Brána se uzavře, a tak se čtveřice vydá na prohlídku obchodního domu. V prodejně s DVD najdou disky se seriálem Červený trpaslík a uvědomí si, že jsou pouze seriálovými postavami a brána je přenesla do skutečné reality. Podle bookletu posádka Trpaslíka v posledním díle zemře, a aby tomu zabránili, musí nyní najít herce, kteří je v seriálu hrají.
Nejprve v obchodě se sci-fi vybavením dostanou kontakt na největšího fanouška Červeného trpaslíka. Při cestě autobusem k němu se Lister dozví, že Kochanská nezemřela. Ve skutečnosti už měla plné zuby Listera, vzala modrého skrčka a odletěla, a Kryton si to všechno vymyslel, aby ho ušetřil trápení. Po vystoupení z autobusu se objeví Bartikovská, která otevřela další bránu a Rimmerovi řekne, že nemá smysl utíkat, protože ho stejně vymaže. Podle ní nejde o vraždu, protože hologram už mrtvý je, a tak jí Rimmer strčí před projíždějící auto, čímž se jí zbaví. Fanoušek zvaný Swallow jim dá kontakt na Velkého šéfa, trpaslíkovci si od něj rovněž vezmou auto, které je vyzdobené jaké Kosmik a pokračují v pátrání.

### Část 3
Posádce Červeného trpaslíka se podaří najít herce Craiga Charlese a ten je nasměruje ke Stvořiteli, který si celý seriál vymyslel. Stvořitel odmítá jakékoliv pokračování seriálu a ukáže jim, jak zemřou. Lister tento konec odmítne a v záchvatu vzteku Stvořitele zabije. Podle Krytona je teď jejich život otevřený a proto si mohou sami napsat pokračování, jaké budou chtít. Lister sedne k psacímu stroji a začne psát jejich další osudy. Sice to chvíli funguje, jenže realita pokračuje, i když na stroji nic nepíše. Podle Krytona musí existovat ještě něco, co jejich realitu ovládá. Podle něj mají všichni čtyři společnou halucinaci, podobnou jako měli tehdy, když je napadla oliheň beznaděje v epizodě Návrat do reality. To je ta nestvůra z vodní nádrže na palubě G, rozdíl je jen v tom, že nikdo z nich necítí beznaděj. Kocour, Kryton a Rimmer se rozhodnou vrátit zpátky do reality, ale Listerovy se nechce, protože v téhle halucinaci je Kochanská a stále ho miluje. Nakonec si všechno rozmyslí a rozhodne se vrátit do reality, aby mohl Kochanskou najít.
Podle Krytonova zjištění šlo tentokrát o samici olihně, která jako obranný mechanismus místo beznaděje naopak vyvolává naději. Na palubu lodi ji dostal Kocour, který si ji chtěl nechat jako zákusek, a ona mu utekla a vyrostla. Jiná dimenze, kterou si v halucinaci stvořili, bude podle Krytona existovat dál, i když si všichni v ní dál budou myslet, že posádka Červeného trpaslíka je pouze vymyšlená.

## Produkce
- V srpnu 2009 Robert Llewellyn v seattleské televizní stanici  KCTS 9 při rozhovoru odhalil, že televizní společnost BBC Worldwide ve spolupráci s dalším subjektem chystá dalších 72 minut nového Červeného trpaslíka a natáčení začne v roce 2009. Později vyšlo najevo, že oním subjektem je britský televizní kanál Dave a bude se jednat o čtyři nové, 24 minut dlouhé epizody. Počet epizod byl poté omezen na dvě a následně rozšířen na tři plus speciální díl, ve kterém je popsán vznik a natáčení seriálu.
- Tvůrci mohli využít kulisy seriálu Coronation Street, rovněž někteří herci z této mýdlové opery se ve Zpátky na Zemi objevují (Craig Charles, Simon Gregson, Michelle Keeganová).
- Auto ve tvaru Kosmiku bylo vyrobeno z modelu Smart ForTwo II. Produkce si ho nemohla dovolit a tak ho koupil sám Doug Naylor.